# Szegfűvirágúak

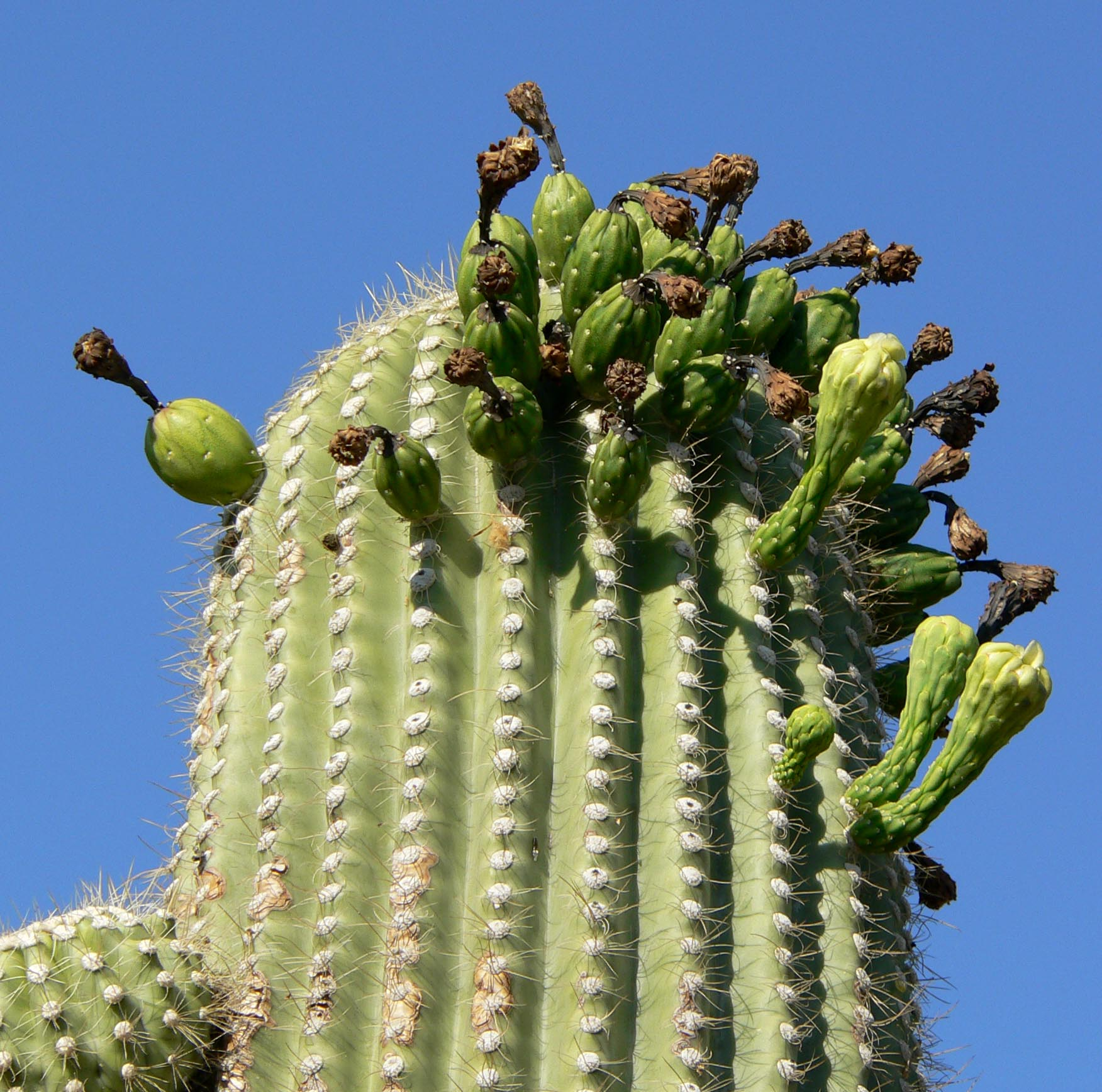
Carnegiea gigantea

A szegfűvirágúak (Caryophyllales) a zárvatermőkön belül a valódi kétszikűek core eudicots kládjába tartozó rend. A Dilleniales testvércsoportja. Sok különleges életmódú növény tartozik ide, köztük szukkulensek, húsevő növények, sótűrők, C4- és CAM-fotoszintézisű fajokat egyaránt. Gyakori náluk a magkezdemény alapi vagy centrális placentációja (tehát a magkezdemény a magházban központi helyzetben alakul ki) – innen a rend szinonim neve: Centrospermae.

## Rendszerezés
A különböző rendszerezéseket időben visszafelé tekintjük át – a legkorszerűbbtől a leginkább hagyományosnak számító osztályozásokig.

### APG III
Az APG III (2009) a következő új családokat sorolta a rendbe: Anacampserotaceae, Limeaceae, Lophiocarpaceae, Montiaceae, Talinaceae.

### APG II
Az APG II (2003) szerint a rend a valódi kétszikűek között a core eudicots csoportba tartozik. Bár a rend monofiletikussága többszörösen bebizonyosodott, elhelyezkedése a core eudicots-on belül bizonytalan. A rendszertanászok még nem döntötték el, hogy a rosid komplexbe kellene-e besorolni, vagy az asterid klád testvércsoportjaként. Az újabb molekuláris és biokémiai bizonyítékok két fő kládot, két alrendet határoztak meg a Caryophyllales alatt, ezek: Caryophyllineae és Polygonineae. Ezeket az alrendeket korábban (és egyes leírásokban még mindig) rend szintjén kezelték, mint Polygonales és Caryophyllales.
A rend magában foglal számos jól ismert növényt, köztük a kaktuszokat, a szegfűt, a spenótot, a cukorrépát, a rebarbarát, a harmatfűt és a murvafürtöt.  A klád 31 családot tartalmaz 692 nemzetséggel és 11 155 fajjal, ide tartozik a kétszikűek mintegy 6%-a.
Szegfűvirágúak rendje (Caryophyllales):
- Két olyan család, melyek egyik fő kládba sem tartoznak:
- Rhabdodendraceae család
- Simmondsiaceae család (egy fajjal: Simmondsia chinensis)
- „valódi” Caryophyllales klád:
- Achatocarpaceae család
- Kristályvirágfélék családja (Aizoaceae)
- Disznóparéjfélék családja (Amaranthaceae); ebbe került a libatopfélék családja – (Chenopodiaceae)
- Asteropeiaceae család
- Barbeuiaceae család (egy faj: Barbeuia madagasceriensis)
- Basellaceae család
- Kaktuszfélék családja (Cactaceae)
- Szegfűfélék családja (Caryophyllaceae)
- Didiereaceae család
- Gisekiaceae család (egy nemzetség: Gisekia)
- Halophytaceae család (egy faj: Halophytum ameghinoi)
- Limeaceae család
- Lophiocarpaceae család
- Molluginaceae család
- Csodatölcsérfélék családja (Nyctaginaceae)
- Physenaceae család (egy nemzetség: Physena)
- Alkörmösfélék családja (Phytolaccaceae)
- Porcsinfélék családja (Portulacaceae)
- Sarcobataceae család
- Stegnospermataceae család (egy genus)
- „nem valódi” Caryophyllales klád:
- Ancistrocladaceae család (egy nemzetség: Ancistrocladus)
- Dioncophyllaceae család
- Harmatfűfélék családja (Droseraceae)
- Drosophyllaceae család
- Frankeniaceae család
- Nepenthaceae család
- Ólomgyökérfélék családja (Plumbaginaceae
- Keserűfűfélék családja (Polygonaceae)
- Tamaricaceae család

A „nem valódi” Caryophyllales klád olyan (morfológiai bélyegek alapján távolinak tűnő) növénycsoportokat tartalmaz, mint a Cronquist-rendszer által külön rendként kezelt Polygonales (keserűfűvirágúak) és a Nepenthales rendbe tartozó rovarfogó növény családok (Droseraceae, Drosophyllaceae, Nepenthaceae).

### APG
Az 1998-as APG-rendszer kissé másként határozta meg a rendet.
- Caryophyllales rend
Achatocarpaceae család
Aizoaceae család
Amaranthaceae család
Ancistrocladaceae család
Asteropeiaceae család
Basellaceae család
Cactaceae család
Caryophyllaceae család
Didiereaceae család
Dioncophyllaceae család
Droseraceae család
Drosophyllaceae család
Frankeniaceae család
Molluginaceae család
Nepenthaceae család
Nyctaginaceae család
Physenaceae család
Phytolaccaceae család
Plumbaginaceae család
Polygonaceae család
Portulacaceae család
Rhabdodendraceae család
Sarcobataceae család
Simmondsiaceae család
Stegnospermataceae család
Tamaricaceae család

### Cronquist

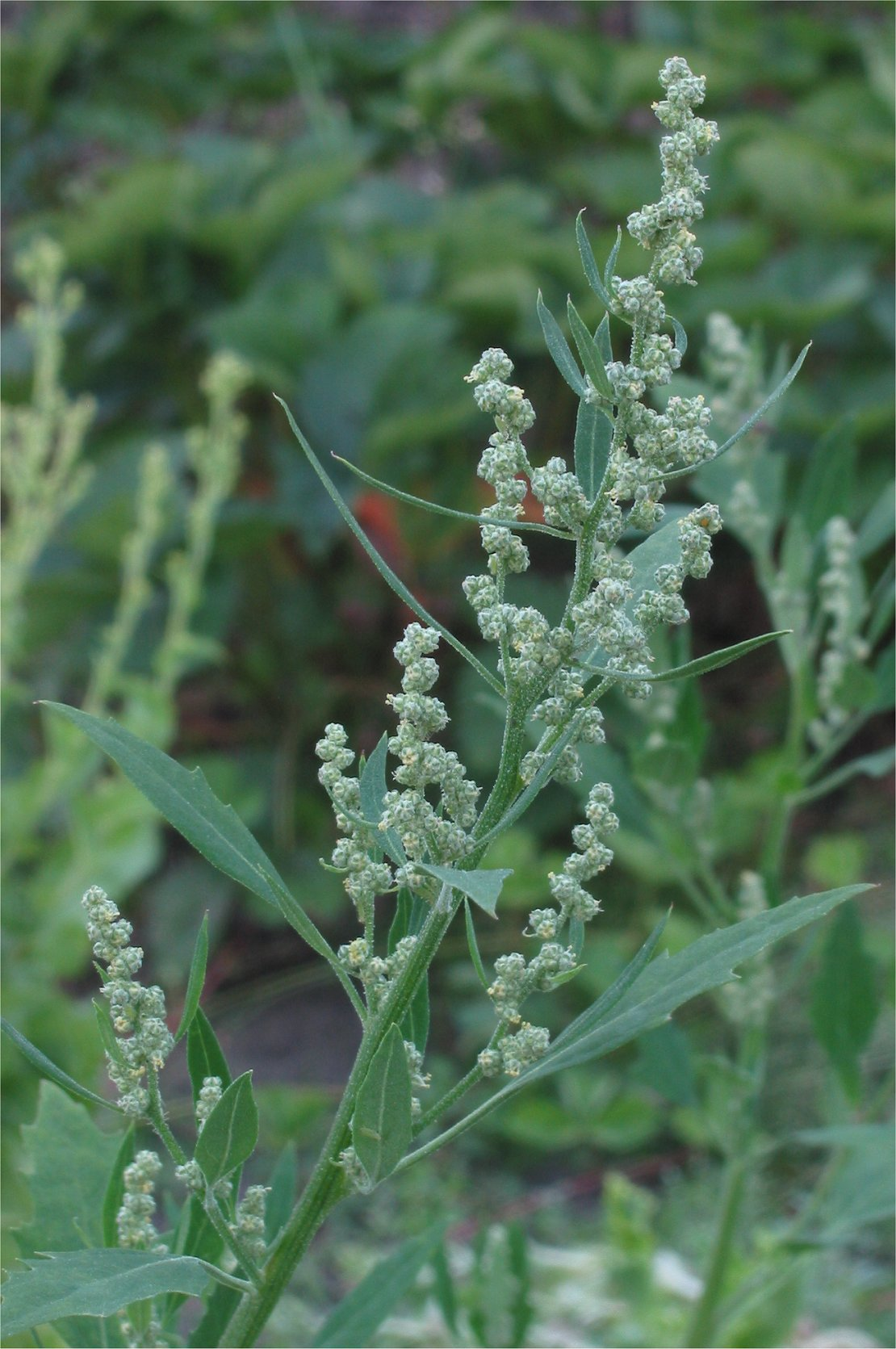
A libatopfélék (Chenopodiaceae) családjába tartozó (az APG osztályozásában az Amaranthaceae része) fehér libatop (Chenopodium album) mindenfelé gyakori gyomnövény

Az 1981-es Cronquist-rendszer szintén leírta a rendet, az alábbi módon:
- Caryophyllales rend
Achatocarpaceae család
Aizoaceae család
Amaranthaceae család
Basellaceae család
Cactaceae család
Caryophyllaceae család
Chenopodiaceae család
Didiereaceae család
Nyctaginaceae család
Phytolaccaceae család
Portulacaceae család
Molluginaceae család

Az APG-féle leírás már a rend fogalmában is eltér a többi rendszertől. Az APG jóval nagyobb rendeket és osztályokat használ, és a Caryophyllales sensu APG rend körülbelül a Caryophyllidae sensu Cronquist alosztálynak feleltethető meg.
A különbség abban is rejlik, hogy milyen családokat sorolnak a rendbe. A Stegnospermataceae és a Barbeuiaceae növényei Cronquistnél a Phytolaccaceae családba sorolódnak. A Chenopodiaceae-t (amit Cronquist családként kezel) az APG-ben az Amaranthaceae tartalmazza.
Az APG leírásában új elemek az Asteropeiaceae és a Physenaceae, mindkettő egyetlen nemzetségből áll, és három nemzetség a Cronquist-féle Nepenthales rendből.

### Korábban
Korábbi rendszerek, mint a Wettstein-rendszer (utolsó kiadás 1935-ben) és az Engler-rendszer (frissítve 1964-ben) tartalmaztak egy hasonló rendet Centrospermae néven.

## Fordítás
- Ez a szócikk részben vagy egészben a Caryophyllales című angol Wikipédia-szócikk ezen változatának fordításán alapul.  Az eredeti cikk szerkesztőit annak laptörténete sorolja fel. Ez a jelzés csupán a megfogalmazás eredetét és a szerzői jogokat jelzi, nem szolgál a cikkben szereplő információk forrásmegjelöléseként.